# Podhorie, Žilina
Podhorie este o comună slovacă, aflată în districtul Žilina din regiunea Žilina. Localitatea se află la altitudinea de 460 m deasupra n.m., se întinde pe o suprafață de 6,42 km2 și în 2017 număra 904 locuitori.

## Istoric
Localitatea Podhorie este atestată documentar din 1393.

## Demografie
| An:                | 1994 | 2004   | 2014    | 2024    |
| ------------------ | ---- | ------ | ------- | ------- |
| Număr de persoane: | 737  | 761    | 860     | 1093    |
| Diferență:         |      | +3,25% | +13,00% | +27,09% |

| An:                | 2023 | 2024   |
| ------------------ | ---- | ------ |
| Număr de persoane: | 1060 | 1093   |
| Diferență:         |      | +3,11% |